# عقدة كاذبة

هذا مثال على عقدة كاذبة طبيعية موجودة في المكون الرايبي لانزيم التيلوميراز البشري.

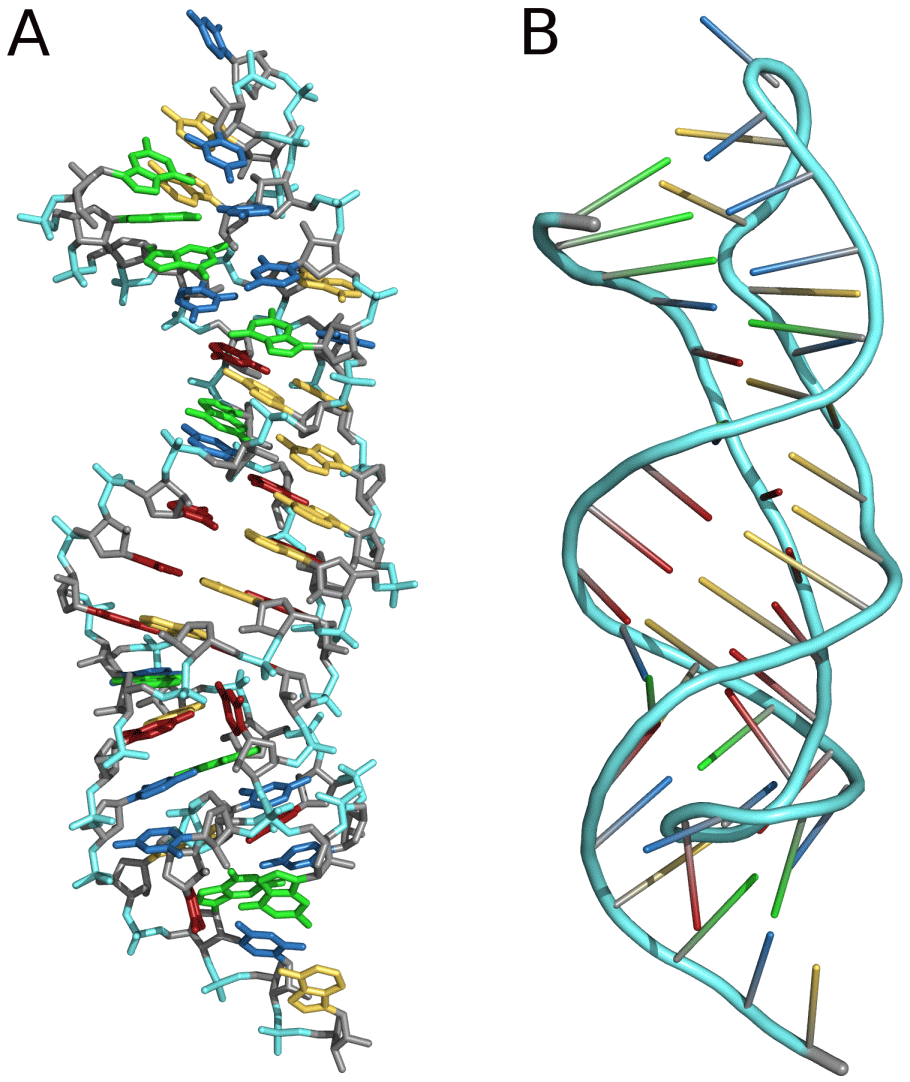
بناء ثلاثي الابعاد لعقدة كاذبة موجودة في الحمض الرايبي لانزيمي التيلوميراز البشري..

العقدة الكاذبة (بالإنجليزية: pseudoknot) هي بناء ثانوي للحمض النووي تحتوي على الاقل على بُنيتين من نوع الساق-الانشوطة (stem-loop structure) بحيث يكون نصف إحدى الساقين يتداخل مع نصف الساق الأخرى. أول اكتشاف للعقدة الكاذبة كان في فيروس تبرقش اللفت الأصفر في عام 1982. العقدة الكاذبة تعطي شكل العقدة من ناحية البنية ثلاثية الابعاد ولكنها ليست عقدة حقيقية من الناحية الطوبوغرافية.

## التنبؤ والتعرف
التكوين الهيكلي للعقدة الكاذبة لا يمكن التنبؤ به جيداً عبر الكشف الحيوي-الحاسوبي (bio-computational detection) نظرا لحساسية البنية وطبيعة التداخل. الاقتران القاعدي (base pairing) في العقدة الكاذبة ليس مستقراً بشكل جيد، بمعنى أن أزواج القواعد تتداخل الواحدة في الأخرى في الموضع التسلسلي. وهذا يجعل وجود العقدة الكاذبة في تسلسل الحمض النووي الريبي RNA صعبة التنبؤ عبر الطرق القياسية المعروفة من البرمجة الديناميكية، والتي تستخدم نظام التسجيل التكراري ’recursive scoring system‘ في تحديد الاقتران القاعدي وبالتالي، لا يمكن الكشف عن معظم الأزواج القاعدية غير المتداخلة. الأسلوب الأحدث والذي يسمى ’stochastic context-free grammars‘ يعاني من نفس المشكلة. وبالتالي، فإن أساليب التنبؤ بالبنية الثانوية المعروفة مثل Mfold و Pfold لا يمكنها التنبؤ بهياكل العقدة الكاذبة عند الاستعلام عن التسلسل، بل ستحدد فقط الساق الأكثر استقرارا من العقدة الكاذبة.
من الممكن التعرف على فئة محدودة من العقدة الكاذبة باستخدام البرمجة الديناميكية. أسلوب البرمجة الديناميكية شامل ولكن يحتاج زمن تنفيذ أطول يزداد بطول السلسلة ليصبح غير عملي مع السلاسل الطويلة جدا.

## الأهمية البيولوجية
العديد من العمليات البيولوجية الهامة تعتمد على جزيئات الحمض النووي الريبي التي تشكل العقدة الكاذبة غالبا ما تكون في الرنا ذو بناء ثالثي ممتد. على سبيل المثال. يحتوي على مكون الحمض النووي الريبي في التيلوميراز يحوي على عقدة كاذبة لها أهمية بالغة في نشاطه. والعديد من الفيروسات تستخدام بنية العقدة الكاذبة لتشكيل تكرار شبيه بالحمض الريبي النووي النقال tRNA حتى يمكنها التسلل إلى الخلية المصابة.

## رابط خارجي
- Rfam entry for Pseudoknots نسخة محفوظة 3 ديسمبر 2013 at Archive.is